# 东巴文化

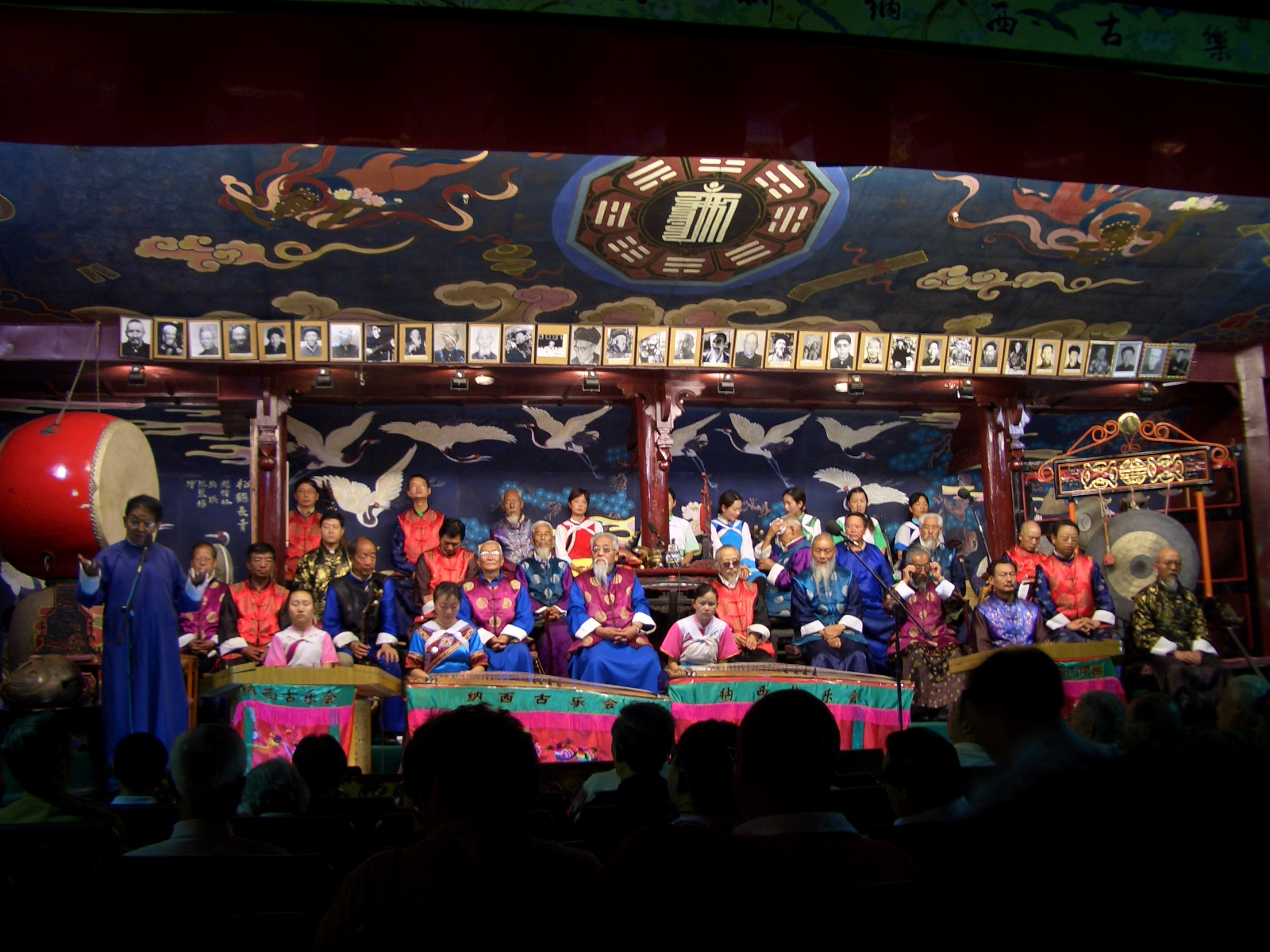
東巴樂

东巴文化是纳西族的传统文化，是一种宗教文化，因东巴教而得名。东巴文化的主要传承者--东巴（智者），是纳西族最高级的知识分子，他们大多数都集歌、舞、经、书、史、画、医为一身。
东巴文化最令世人瞩目的是东巴文，它是世界上少數还在使用着的象形文字，被誉为是文字的“活化石”。

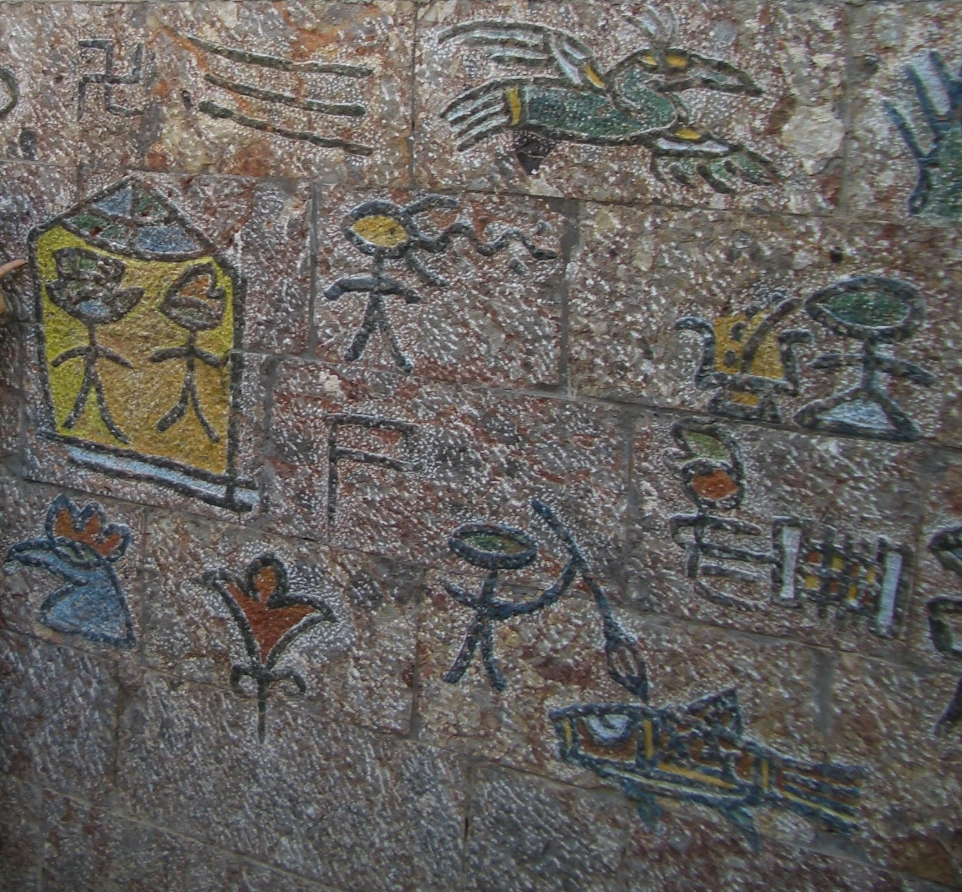
東巴文
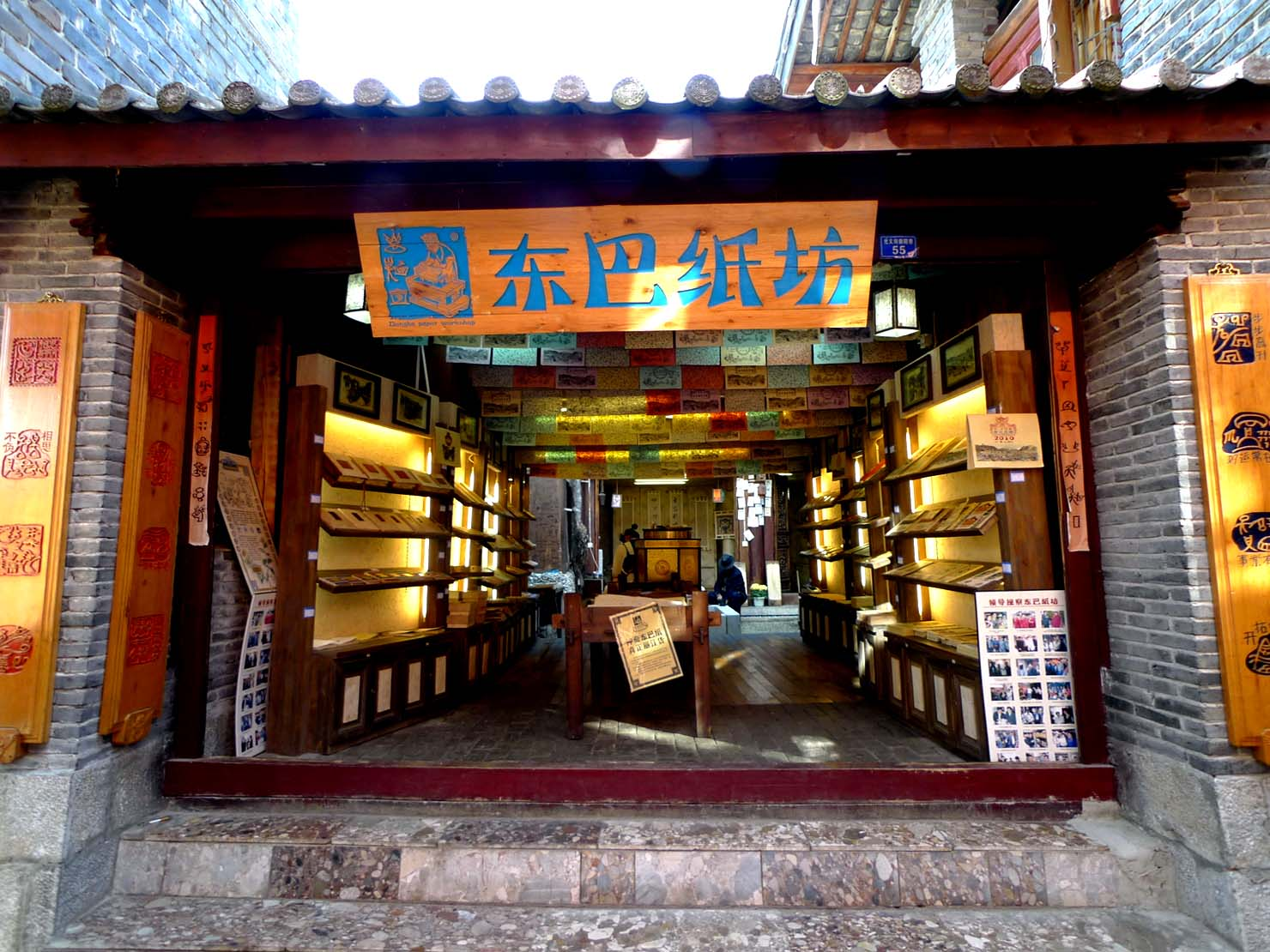
云南丽江古城东巴纸坊
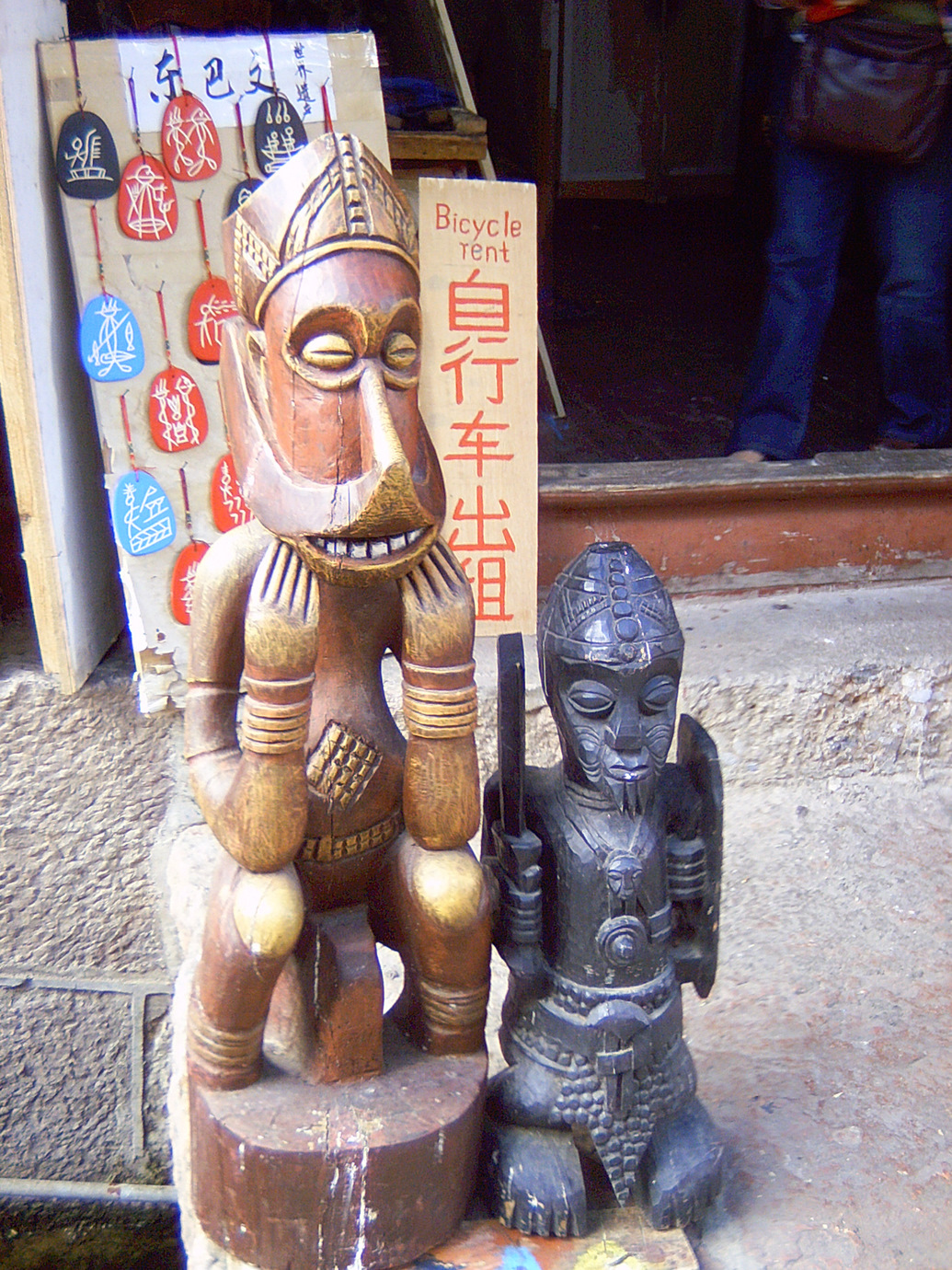
云南丽江束河古镇东巴木刻